# Alto Capibaribe
Alto Capibaribe is een van de 19 microregio's van de Braziliaanse deelstaat Pernambuco. Zij ligt in de mesoregio Agreste Pernambucano en grenst aan de microregio's Vale do Ipojuca, Médio Capibaribe, Umbuzeiro (PB) en Cariri Oriental (PB). De microregio heeft een oppervlakte van ca. 1.783 km². In 2009 werd het inwoneraantal geschat op 261.233.
Negen gemeenten behoren tot deze microregio:
- Casinhas
- Frei Miguelinho
- Santa Cruz do Capibaribe
- Santa Maria do Cambucá
- Surubim
- Taquaritinga do Norte
- Toritama
- Vertente do Lério
- Vertentes

Mesoregio's: Agreste Pernambucano · Mata Pernambucana · Metropolitana do Recife · São Francisco Pernambucano · Sertão Pernambucano

Microregio's: Alto Capibaribe · Araripina · Brejo Pernambucano · Fernando de Noronha · Garanhuns · Itamaracá · Itaparica · Mata Meridional Pernambucana · Mata Setentrional Pernambucana · Médio Capibaribe · Pajeú · Petrolina · Recife · Salgueiro · Sertão do Moxotó · Suape · Vale do Ipanema · Vale do Ipojuca · Vitória de Santo Antão